# Intercourse
Intercourse ist ein zu Statistikzwecken definiertes Siedlungsgebiet, ein Census-designated place (CDP) im Lancaster County des US-Bundesstaats Pennsylvania. Das U.S. Census Bureau hat bei der Volkszählung 2020 eine Einwohnerzahl von 1.494 ermittelt.

## Geographie
Intercourse liegt 18 Kilometer östlich von Lancaster und rund 80 Kilometer westlich der Großstadt Philadelphia. Der U.S. Highway 30 tangiert Intercourse im Süden.

## Geschichte
Das Dorf wurde 1754 unter dem Namen Cross Keys, wie auch eine lokale Taverne hieß, gegründet. Es gibt viele Spekulationen hinsichtlich der Herkunft des späteren Namens dieses kleinen Ortes. So werden die folgenden verschiedenen Erklärungen diskutiert, aber keine kann wirklich begründet werden:
- Das Zentrum um eine alte Rennstrecke, die auf dem Old Philadelphia Pike existierte wurde als Entercourse bezeichnet. Es wird angenommen, dass sich Entercourse allmählich zu Intercourse entwickelte und 1814 der Name des Ortes wurde.
- Eine andere Theorie betrifft zwei berühmte Straßen, die sich hier kreuzten. Der Old King's Highway von Philadelphia nach Pittsburgh (später Old Philadelphia Pike) verlief nach Osten und Westen durch das Zentrum des Ortes und kreuzte sich in der Mitte mit der Straße von Wilmington nach Erie. Die Kreuzung dieser beiden Straßen wird von einigen als Grundlage für den Namen Cross Keys genannt. Später wurde die Kreuzung möglicherweise als Intercourse bezeichnet.
- Eine weitere Idee basiert auf dem Sprachgebrauch in den frühen Tagen des Dorfes. Das Wort Intercourse wurde damals häufig verwendet, um die „Gemeinschaft“ und „soziale Interaktion und Unterstützung“ zu beschreiben, die in der Glaubensgemeinschaft eines kleinen ländlichen Dorfes geteilt wurde.[2]

Die Einwohner von Intercourse bestreiten ihren Lebensunterhalt zu Beginn des 21. Jahrhunderts in erster Linie durch touristische und landwirtschaftliche Betriebe. Intercourse ist wegen seiner Deitscherei-Lage sowie seines sexuell suggestiven Namens (Intercourse = Geschlechtsverkehr) ein beliebter Ort für Touristen.

## Demografische Daten
Im Jahr 2010 wurde eine Einwohnerzahl von 1274 Personen ermittelt. Das Durchschnittsalter lag zu diesem Zeitpunkt mit 35,0 Jahren unterhalb des Wertes von Pennsylvania, der 40,6 Jahre betrug. 25,3 % der heutigen Bewohner gehen auf Einwanderer aus Deutschland zurück. Weitere maßgebliche Zuwanderungsgruppen während der Anfänge des Ortes kamen zu 4,2 % aus der Schweiz und zu 10,2 % aus weiteren europäischen Ländern.